# 庙岭水库
庙岭水库是中国吉林省吉林市永吉县双河镇庙岭村小城子屯的一座中型水库，位于岔路河支流倒木河上游。多年平均径流950万m3.
50年一遇设计，1000年一遇校核。设计洪峰流量209m3/s，校核洪峰流量499m3/s。校核水位395.91m。

## 历史
1941年日满永吉县水利组勘测设计。1943年开始施工，开挖大坝基槽，回填粘土心墙，左岸开挖6米宽溢洪道。1945年815日本投降停工。
1965年吉林市水利勘测设计处重新勘测设计，在原址动工兴建。1970年主体工程完工。工程量55.80万m3，国家投资239.77万元。
1976年按万年加成20%洪水保坝安全加固。
2010·07特大洪水，最高库水位395.34m，相应库容961万m3，最大下泄流量89m3/s。